# 勃海郡 (僑郡)
勃海郡，中国東晉时设置的僑郡。

## 建置沿革
東晉時，在青州僑置勃海郡，治临济城（今山東省高青縣東南高苑）。後屢省置。
宋孝武帝時，又僑置勃海郡，屬冀州，領長樂、蓨、重合、南皮、浮陽、高城六僑縣，治所在重合县（今山东省淄博市临淄区北）。大明元年（457年），省併浮陽、高城二縣入廣川縣。大明七年（463年），南皮縣改屬河間郡。至此，勃海郡餘長樂、蓨、重合三縣。宋明帝泰始中，勃海郡入北魏，改屬青州。
北齊文宣帝天保七年（556年），省併勃海郡及其所領三縣。

## 人口
- 宋孝武帝大明八年（464年），勃海郡有1905戶、12166口。[4]
- 東魏孝靜帝武定中（543年－550年），勃海郡有5279戶、13705口。[5]

## 太守
- 崔勳之，宋文帝元嘉二十八年（451年）見任。[6]
- 封靈祐，勃海蓨人，宋文帝時在任。[7]
- 劉懷民，平原平原人。[8]
- 劉乘民，平原平原人，宋明帝泰始二年（466年）見任。[9]
- 房靈建，清河繹幕人，宋明帝泰始中降於北魏。[10]
- 封靈祐，勃海蓨人，北魏時在任。[7]
- 宋稚，字季預，敦煌人，北魏宣武帝延昌元年（512年）至正光三年（522年）在任，卒官。[11]